# 哈通卡薩山 (科恰班巴省)
17°11′10″S 66°27′0″W / 17.18611°S 66.45000°W
哈通卡薩山（Jatun Q'asa），是玻利維亞的山峰，位於該國中部科恰班巴省基亚科约县，處於科恰班巴西北面，屬於安第斯山脈的一部分，海拔高度5,025米。